# Trois pièces pour piano de Rimski-Korsakov
Pour les articles homonymes, voir Trois pièces.
Les Trois pièces pour piano ont été composées par Rimski-Korsakov en 1875-1876.

## Structure
1. Valse en ut dièse mineur
2. Romance en la bémol majeur
3. Fugue en ut dièse mineur: Thème sur une ligne de triolets de doubles croches en lignes brisées dans un style baroque.

## Source
- François-René Tranchefort (dir.), Guide de la musique de piano et de clavecin, Paris, Fayard, coll. « Les indispensables de la musique », 1987, 870 p. (ISBN 978-2213016399, BNF 34978617), p. 618